# Робер де Куси-Пинон
Робер де Куси (фр. Robert de Coucy; ум. после 1234), сеньор де Пинон — маршал Франции.

## Биография
Четвертый сын Рауля де Куси и Алисы де Дрё, брат Ангеррана III де Куси, основатель линии сеньоров де Пинон первого дома де Куси.
Унаследовал от отца сеньорию Пинон. Вместе со старшим братом участвовал в военных походах Людовика Льва, в том числе в кампании против альбигойцев в Лангедоке.
Отец Ансельм включил его в число маршалов, следуя упоминанию Робера де Куси в этом качестве в первом томе «Истории Святого Людовика» Лашеза и работам еще нескольких авторов. По мнению Эмиля Ришмона он стал маршалом Франции между 1220 и 1226 годами, Луи де Ларок относит его маршальство к 1226 году. Жан-Батист де Курсель, отрицает, что Куси мог быть маршалом, ссылаясь на то, что в Сокровищнице хартий и среди других актов нет документов, в которых бы тот фигурировал в этом качестве. В списке Военного министерства, приведенном секретарем Пинаром, его имя также отсутствует.
Тяжело заболевший в Монпелье Людовик VIII поручил командование войсками маршалам, которых у него было трое (Ги I де Леви, Куси и Жан Клеман). Кроме этого Robertus de Coiaco, marescallus Francia был в числе сеньоров, которым умиравший от дизентерии монарх поручил провозгласить королем его сына Людовика IX и короновать его во вторник перед Днем всех святых 1226 года.
Дата его смерти неизвестна. Ришмон полагает, что Робер де Куси умер к концу 1256 или началу 1257 года, после чего на его место был назначен Готье III де Бриенн, Ж. Депуэн утверждает, что он был еще жив в 1250 году и умер к 1251 или 1256/1257.

## Семья
1-я жена: Элизабет де Пьерпон-Руси, виконтесса де Марёй, дочь Робера де Пьерпона и Эсташи де Руси. Брак бездетный
2-я жена (ранее 1219): Годда, вдова N, сеньора де Прео
Сын:
- Жан (ум. после 1268), сеньор де Пинон. Жена: Мари де Бове, дочь Тонтье де Бове